# Policy and Pie
Policy and Pie est un court métrage d'animation américain réalisé par Gregory La Cava en 1918. Il fait partie de la série The Katzenjammer Kids, adaptation de Pim Pam Poum pour le cinéma entre 1916 et 1918.

## Fiche technique
- Titre : Policy and Pie
- Réalisateur : Gregory La Cava
- Pays de production :  États-Unis
- Genre : Animation
- Durée : 7 minutes
- Date de sortie : 
  - États-Unis : 3 février 1918